# Six (album de Whodini)
Pour les articles homonymes, voir Six (homonymie).
Albums de Whodini
The Jive Collection Volume 1
(1995) Rap Attack
(2003)
Singles
1. Keep Running Back
Sortie : 1996

Six est le sixième album studio de Whodini, sorti le 17 septembre 1996.
L'album s'est classé 55e au Top R&B/Hip-Hop Albums.

## Liste des titres
| No  | Titre                                                | Contient un (des) sample(s) de                                                                            | Durée |
| --- | ---------------------------------------------------- | --- | ----- |
| 1.  | Brooklyn (Intro)                                     | | 0:05  |
| 2.  | Runnin' Em (featuring les Lost Boyz)                 | | 3:42  |
| 3.  | Be My Lady (featuring R. Kelly)                      | Your Body's Callin' de R. Kelly                                                                           | 3:48  |
| 4.  | Here He Comes (Interlude)                            | | 0:38  |
| 5.  | Can't Get Enough (featuring Lord Tariq & Peter Gunz) | | 5:15  |
| 6.  | Keep Running Back (featuring Trey Lorenz)            | Everything I Miss at Home de Cherrelle                                                                    | 3:34  |
| 7.  | If You Want It (featuring Trina Broussard)           | Feels So Real (Won't Let Go) de Patrice Rushen I Got My Mind Made Up (You Can Get It Girl) d'Instant Funk | 4:51  |
| 8.  | Turn the Whole World Around (Interlude)              | | 0:18  |
| 9.  | Let Me Get Some (featuring Nicole Jackson)           | | 3:36  |
| 10. | VIP (featuring Mr. Black)                            | Kamurshol des N.W.A                                                                                       | 3:30  |
| 11. | Still Want More                                      | | 4:47  |
| 12. | NBA (Interlude)                                      | | 0:09  |
| 13. | Keep Running Back (Remix)                            | | 3:52  |